# Теплов, Николай Афанасьевич
Николай Афанасьевич Теплов (1776 — 26 октября 1813) — российский военный, участник Отечественной войны 1812 года, майор, командир Ширванского пехотного полка.
За храбрость, проявленную при участии в Бородинской битве, был представлен к награждению орденом Святой Анны II класса. В представлении Теплова к награде генерал Милорадович писал Кутузову:

…Во весь день сражения с полком в первой линии под сильным с неприятельских батарей огнём, и штурме на Кургане батареи нашей — с отменной храбростью, ободряя всех подчиненных, ударил с полком в штыки на наступающего неприятеля и тем обратил его в бегство.
В связи с тяжёлой контузией, полученной во время сражения, Николай Афанасьевич отправился на лечение в Пермь, откуда родом была его жена. Несмотря на усилия врачей, он скончался 27 октября 1813 года. Майор Теплов был похоронен в Перми на Егошихинском кладбище. Его могила, выполненная по проекту архитектора И. И. Свиязева в виде чугунного саркофага, украшенного по бокам барельефом с изображениями русских воинов, является одним из наиболее известных памятников на этом кладбище.
Эпитафия на его могиле гласит:

Врагом поражён упал сей храбрый воин,
Хоть лучшей участи по подвигам достоин.
Но слава для него, на поле чести пал,
Отечество он грудью защищал.